# Pentaschistis caulescens
Pentaschistis caulescens är en gräsart som beskrevs av Hans Peter Linder. Pentaschistis caulescens ingår i släktet Pentaschistis och familjen gräs. Inga underarter finns listade i Catalogue of Life.